# Solea elongata
Solea elongata és un peix teleosti de la família dels soleids i de l'ordre dels pleuronectiformes que es troba des de les costes del Mar Roig i del Golf Pèrsic fins a les de l'Índia i Sri Lanka.